# Flugplatz Ferlach-Glainach
Flugplatz Ferlach-Glainach är en privat flygplats i Österrike.   Den ligger i distriktet Klagenfurt-Land och förbundslandet Kärnten, i den sydöstra delen av landet, 240 km sydväst om huvudstaden Wien. Flugplatz Ferlach-Glainach ligger 452 meter över havet.